# Wellington Zoo
Ogród zoologiczny w Wellington – ogród zoologiczny umiejscowiony w Wellington na nowozelandzkiej Wyspie Północnej.
Wellington Zoo to pierwszy ogród zoologiczny w Nowej Zelandii, powstały w 1906 roku. Pierwszym przywiezionym tu zwierzęciem był lew imieniem King Dick, kolejnym zaś lama. Najdłużej żyjącym zwierzęciem w zoo był gibon borneański (Hylobates muelleri) nazwany Nippy – przebywał w zoo od roku 1949 do swojej śmierci w sierpniu 2008. Pelikan Percy, przybyły do Wellington w 1919 roku, przeżył 62 lata i trafił do Księgi rekordów Guinnessa, jako jeden z najdłużej żyjących ptaków. Od 2003 roku istnieje także stowarzyszenie charytatywne o tej nazwie. Wellington Zoo należy do Zoo and Aquarium Association.

## Okazy

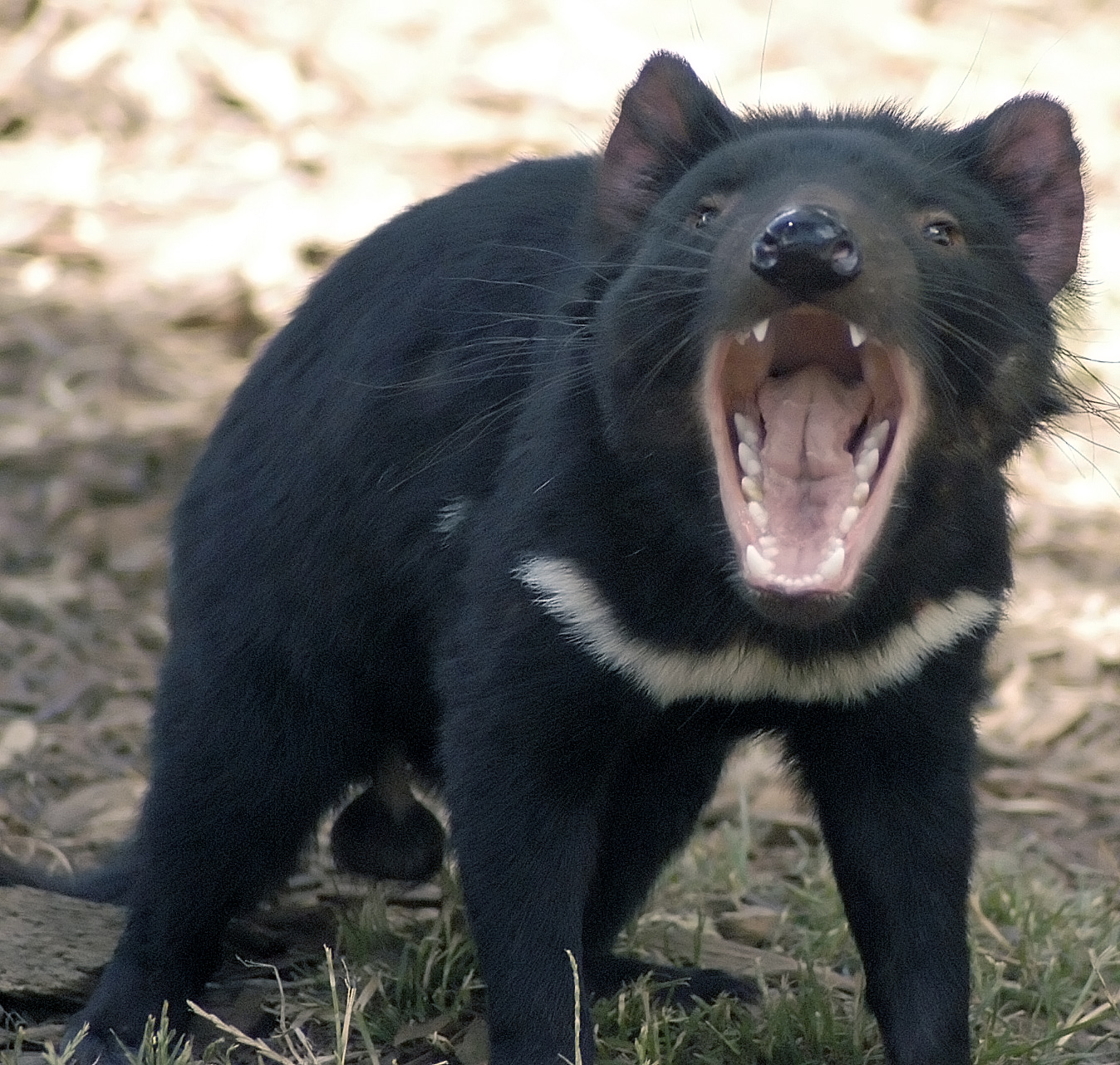
Diabeł tasmański trafił do Wellington Zoo po blisko 100-letniej przerwie

Do ssaków trzymanych w Wellington Zoo należą m.in.: panda mała (Ailurus fulgens), żyrafa (Giraffa camelopardalis), surykatka (Suricata suricatta), lew (Panthera leo), gepard (Acinonyx jubatus), pawian płaszczowy (Papio hamadrya), szympans zwyczajny (Pan troglodytes), likaon (Lycaon pictus), serwal (Leptailurus serval), gibon Nomascus leucogenys, niedźwiedź malajski (Helarctos malayanus), tamaryna białoczuba (Saguinus oedipus), tygrys sumatrzański (Panthera tigris sumatrae), wydra karłowata (Aonyx cinerea), kapucynki Cebus, czepiaki Ateles, tamaryna wąsata (Saguinus imperator), kangur olbrzymi (Macropus giganteus), kangur parma (Macropus parma), walabia dama (Macropus eugenii), Walabia Bennetta (Macropus rufogriseus), dingo (Canis lupus dingo) i saimiri. Zobaczyć można również świnie rasy kunekune. Od grudnia 2013 w specjalnym pawilonie znajdują się również 4 osobniki (samiec i 3 samice) diabła tasmańskiego (Sarcophilus harrisii).
Z innych zwierząt wymienić można jeżozwierze afrykańskie (Hystrix cristata), endemiczne dla Nowej Zelandii scynki: Oligosoma grande i Oligosoma otagense, hatterię (Sphenodon), pająki (Aranae): Aphonopelma seemanni, Avicularia urticans, Brachypelma smithi, Citharischius crawshayi, Grammostola rosea oraz ptasznika goliata (Theraphosa blondi). Z płazów zaś w zoo są obecni przedstawiciele ambystomy meksykańskiej (Ambystoma mexicanum), Litoria ewingii, australorzekotek różnobarwnych (Litoria raniformis) oraz platany szponiastej (Xenopus laevis).
Ptaki żyjące w Wellington Zoo reprezentują gatunki rodzime:  pelikan australijski (Pelecanus conspicillatus), garlica maoryska (Hemiphaga novaeseelandiae), kea (Nestor notabilis), kaka (Nestor meridionalis), kiwi północny (Apteryx mantelli), lorysa górska (Trichoglossus haematodus) oraz te nie występujące naturalnie w Nowej Zelandii: kakadu żółtoczuba (Cacatua galerita), struś czerwonoskóry (Struthio camelus), perlica zwyczajna (Numida meleagris), paszczak australijski (Podargus strigoides), aleksandretta chińska (Psittacula derbiana), konura słoneczna (Aratinga solstitialis), kazarka obrożna (Tadorna tadornoides).